# Foleyola billotii
Foleyola billotii är en korsblommig växtart som beskrevs av René Charles Maire. Foleyola billotii ingår i släktet Foleyola och familjen korsblommiga växter. Inga underarter finns listade i Catalogue of Life.